# SOHO-2000
SOHO-2000 – kometa z grupy Kreutza odkryta 26 grudnia 2010 roku w ramach programu SOHO.  Kometa, której odkrycie ogłoszono 28 grudnia, była dwutysięczną kometą odnalezioną w ramach tego programu. Jej odkrywcą jest polski astronom amator Michał Kusiak.